# HK Drott Halmstad
HK Drott Halmstad, tidigare HK Drott, är en handbollsklubb från Halmstad, bildad den 10 mars 1936. På herrsidan hör Drott till de mest framgångsrika klubbarna i Sverige med bland annat elva SM-guld och 22 SM-finaler. 
Klubben hade tidigare ett farmarlag som hette Team Drott men den föreningen är nu upplöst, samt ett damlag, som spelar i division 1 från och med 2020.
Föreningen hette tidigare HK Drott men lade 2008 till Halmstad i namnet, detta som en del av ett avtal med Halmstads kommuns bolag Halmstad & Co. Namnbytet var bland annat ett led i marknadsföringen av Halmstad Arena, som laget spelar i sedan 2009.

## Historia

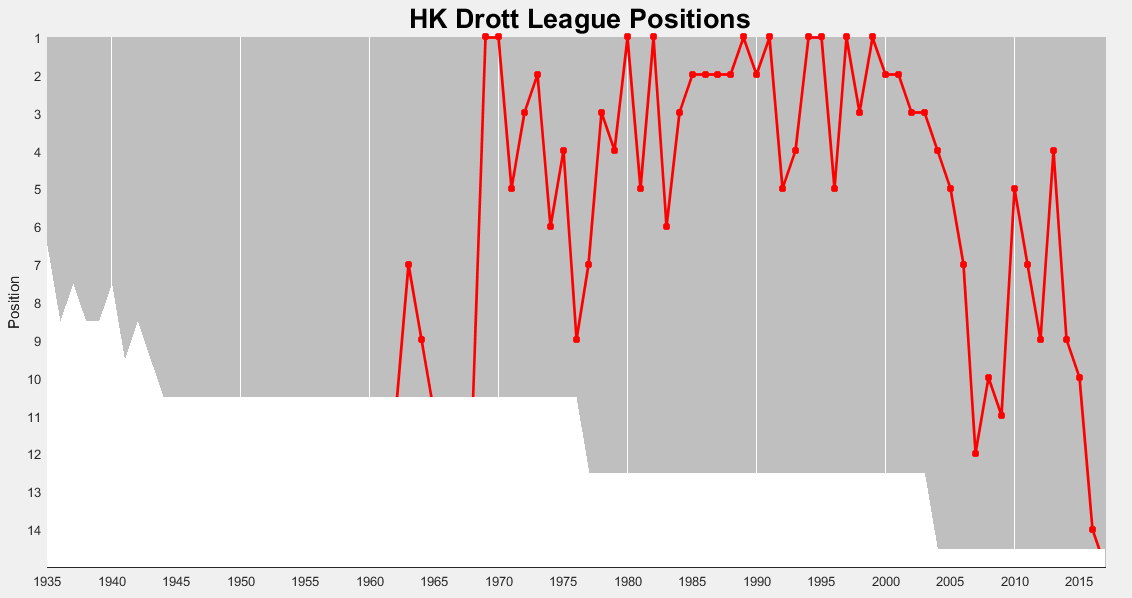
Drotts placeringar i högsta serien genom åren

### Tidiga år
Klubben bildades som en fotbollsförening 10 mars 1936 av Lars-Erik Dymne, Erik Månsson, Arvid Fridh och Ingvar Svensson. Året efter tog klubben också upp handboll på programmet och 1940 lades fotbollsektionen ner. Drott kvalade till den högsta handbollsserien, allsvenskan 1943, men misslyckades. Samma år startades damlaget upp.

### Vägen mot toppen
Efter många år i division två och ett par i division tre nådde klubben allsvenskan 1962. Efter två säsonger ramlade Drott ur 1964, men kom tillbaka i allsvenskan 1968 och har legat i högsta serien sedan dess, vilket är den längsta sviten i svensk handbolls historia. 1969 vann Drott serien, men förlorade i SM-slutspelet mot SoIK Hellas. Samma sak upprepades året därpå. 
Efter flera år i toppen vann Drott sitt första SM-guld 1975, under Bengt Johanssons första år som tränare. Det andra guldet kom 1978 då klubben även vann flera andra turneringar, bland annat utomhus-SM. 

### Framgångar under 1980- och 1990-talen
Man inledde nu en framgångsperiod som varade över 1980- och 1990-talen, då man, tillsammans med Göteborgslaget Redbergslids IK, dominerar svensk handboll. Under 1980-talet spelar Drott sju finaler och tar två SM-guld. Under 1990-talet vinner man ytterligare fyra SM-guld, 1990, 1991, 1994 och 1999. 1994 blir man också utomhusmästare. Man spelar dessutom två europacupfinaler, i Cupvinnarcupen 1990 och i City-cupen 1994, dock utan vinst. Samtidigt är Drott-spelare som Magnus Andersson och Ola Lindgren också viktiga kuggar i det svenska landslag som skördar framgångar under den här perioden, med den tidigare drottaren Bengt Johansson som tränare.

### Tillbakagång under 2000-talet
2002 vann Drott SM-guld efter två raka segrar i finalserien mot Redbergslids IK. Året därpå gick man återigen till final men därefter skulle det gå utför resultatmässigt. 2007 klarade sig klubben kvar i elitserien med ett nödrop genom att vinna direktkvalet mot IF Hallby med 2-1 i matcher. Drott kunde därmed göra sin 40:e raka säsong i elitserien 2007/2008. Efter säsongen 2008/2009 tvingades man åter till kval, men klarade sig kvar efter seger mot Hästö IF.

### Åter SM-final 2010 semifinal 2011, och sen missat slutspel 2012
Efter tre missade slutspel tog sig Drott 2010 oväntat till SM-final, vilken förlorades mot IK Sävehof i Malmö Arena. Drott ledde klart och såg ut som segrare men orutinerat spel gjordedet möjligt för Sävehof att kvittera och få förlängning som sedan Sävehof vann klart. Säsongen 2010/2011 slutade Drott på en 7:e plats i tabellen men som alltid höjde sig Drott till slutspelet och tog via gruppspel om 4 sig vidare till semifinal där det dock blev snabbt respass mot Sävehof (3-0 i matcher).Säsongen efter innebar återigen missat slutspel, en bra höstsäsong följdes av en medioker vårsäsong vilket placerade Drott nätt och jämnt under slutspelsstrecket.

### Åter till höjderna
Säsongen 2012/13 blev en riktig succé för Drott. Innan säsongen var klubben nederlagstippade, Efter säsongens sista match: Hyllade av hela Handbollssverige. Drott hade trots avsaknad av  egentliga stjärnor och en knagglig ekonomi byggt upp ett riktigt starkt lag. I Grundserien spelade Drott jämnt och låg hela tiden och nosade i täten och parkerade sig efter sista match på en fjärde plats. Detta innebar slutspel mot Ystads IF. Hemmastarka Drott förlorade båda matcherna i Ystad men presterade hemma och vann det jämna mötet med 3-2 i matcher. Lugis tränare Tomas Axnér valde sedan att möta Drott i semifinal. En batalj som började nere i Lund med en ganska så väntad Lugivinst. Hemma vann sedan Drott knappt, men Lugi drog ifrån till 2-1 i tredje mötet nere i Lund. I fjärde semifinalen i Halmstad Arena såg det ut att bli tack och adjö. Drott låg under med 2 mål och bara en minut fanns kvar på klockan. Drott tog sig samman och skapade en förlängning till Halmstadbornas jubel, en förlängning som man sedan vann. Således behövdes det en avgörande match nere i Lund för att dela ut finalbiljetten. Vilket minst sagt blev en rysare som fick både hemmasupportrarna och den tillresta Drottklacken att svettas. Lugi började oväntat aggressivt och tog bara de första minuterna ledningen med 5-0, då anade ingen att pausresultatet skulle skrivas 15-8 i Drotts favör. Men Lugi ville inte ge upp och inför slutsekunderna ledde Drott endast med 24-23. Förvirring uppstår i hallen när Albin Tingvall i vad det ser ut som sista sekunden skjuter in ett reduceringsmål som innebär förlängning. Till Lugianhängares frustration anser matchdelegaten att tiden är slut. Drott har mirakulöst med sekundsmarginal nått final igen.

### Elfte SM-titeln 2013
SM-finalen 2013 i Scandinavium i Göteborg är något som för evigt kommer skriva in sig i Drotts historieböcker. Efter underläge med 5 bollar i paus mot gamle drottaren Ola Lindgrens orangea pågar frånIFK Kristianstad vänder Drott matchen till sin favör. Och talande för hela Drotts säsong blir när Magnus Persson distinkt kastar in avgörande segermålet i slutsekunden, Bra lag har marginalerna med sig. Drott bärgar sitt elfte SM-guld.

### Ut ur elitserien och ner i division 2
- Säsongen 2015/2016 blir dock en riktig flopp för favorittippade Drott. Den anrika klubben åker ur Elitserien. På 32 matcher blir matchraden 2 segrar - 2 oavgjorda - 28 förluster.
- Säsongen 2016/2017 fortsätter raset när Drott åker ur även Allsvenskan och ska kommande säsong spela i tredjedivisionen för första gången på 70 år.

- 13 mars 2018 ligger HK Drott näst sist i Div 1  Södra Herrar och har kvar att möta Kärra och HK Sävehof, två topplag i serien. Det ser ut att bli spel i division 2, fjärdedivisionen för anrika HK Drott. När serien är slutspelad har HK Drott åkt ur även division 1.[1] Förklaringen till raset ligger på det ekonomiska planet. I januari 2018 begärdes klubben i konkurs på grund av en skuld till skatteverket på 360 000 kronor. Kronofogden kom fram till att det inte fanns några ekonomiska tillgångar för att täcka skulden. Insamlingar av privatpersoner bland andra Per Gessle räddade klubben från konkurs- åtminstone tillfälligt.[2] De ekonomiska svårigheterna med skulder har pressat klubben hårt de senaste åren.
- I juni 2021 rapporterar HK Drott för fjärde året i rad ett positivt resultat i bokslutet. Klubben har gått igenom ett stålbad och låg på första plats i division ett södra när säsongen ställdes in på grund av coronapandemin. På fyra säsonger har klubben gjort en vinst på över 1 750 000 och kan äntligen blicka uppåt.

I samband med HK Drotts 75-årsjubileum 2011 gav klubben ut boken HK Drott 75 år. Boken författades av Peter Kaschner, Christian Albinsson och Per Albinsson.

## Spelartrupp
| Nr | Land    | Pos   | Namn               |
| -- | ------- | ----- | ------------------ |
| 1  | Sverige | MV    | Simon Holmqvist    |
| 12 | Sverige | MV    | Johan Gustafsson   |
| 16 | Sverige | MV    | Emil Arthursson    |
| 3  | Sverige | M9/M6 | Rasmus Abrahamsson |
| 4  | Sverige | V9    | Jesper Järlfors    |
| 5  | Sverige | M6    | Emil Almander      |
| 6  | Sverige | H9    | Olle Sjöberg       |
| 7  | Sverige | H6    | Axel Dahlman       |
| 8  | Sverige | M9    | Tim Jovic          |
| 11 | Sverige | M6    | Ville Sjöberg      |
| 13 | Sverige | M9    | Jesper Sivertsson  |
| 14 | Sverige | V9    | Jack Månsson       |

| Nr | Land      | Pos | Namn              |
| -- | --------- | --- | ----------------- |
| 15 | Sverige   | V6  | Tobias Svantesson |
| 17 | Sverige   | H6  | Albin Jonsson     |
| 18 | Sverige   | H6  | Edvin Larsson     |
| 20 | Sverige   | V6  | Daniel Hagström   |
| 21 | Sverige   | M6  | Fabian Björkman   |
| 24 | Sydafrika | H9  | Alec Morton       |
| 29 | Sverige   | M6  | Isak Andersen     |
| 41 | Sverige   | V6  | Emil Göransson    |
| 55 | Sverige   | M9  | Calle Almander    |
| 87 | Sverige   | H9  | Niclas Närenborn  |
| 91 | Sverige   | V9  | Johan Petersson   |

## Spelare i urval
- Mathias Adjovi (1995–2000, 2005–2009)
- Henrik "Kex" Andersson (1989–2000, 2003–2005)
- Magnus Andersson (1987–1991, 1993–1995, 1998–2003)
- Göran Bengtsson (1975–1993)
- Martin Bystedt (2000–2015)
- Tomas "Ryssen" Eriksson (1992–1999, 2004–2009)
- Bengt "Böna" Hansson (1969–1987)
- Gunnar Steinn Jónsson (2009–2012)
- Hans Karlsson (1999–2004, 2010–2014)
- Daniel Kubeš (2001–2004)
- Arne Lindgren (1954–1963)
- Ola Lindgren (1981–1990, 1992–1995)
- Diego Pérez Marne (2003–2006, 2010–2013)
- Magnus Persson (2008–2014)
- Thomas Sivertsson (1988–2000)
- Tommy Suoraniemi (1990–1998)
- Mats Thomasson (1968–1980)
- Magnus Weberg (1989–2000)
- Philip Stenmalm (2011–2014)
- Cristian Zaharia (1990–1993)

## Tränare i urval
- Magnus Andersson (2001–2005)
- Bengt "Bengan" Johansson (1974–1975, 1976–1984, 1985–1988)
- Ulf Schefvert (1984–1985, 1988–1993)
- Ulf Sivertsson (1996–2001, 2009–2014)